# Bolleville (Manche)
Pour les articles homonymes, voir Bolleville.
Bolleville (prononcer /bɔlvil/) est une ancienne commune française du département de la Manche et de la région Normandie, peuplée de 360 habitants, devenue le 1er janvier 2016 une commune déléguée au sein de la commune nouvelle de La Haye.

## Géographie

### Localisation
Les communes limitrophes sont Baudreville, Neufmesnil, Saint-Nicolas-de-Pierrepont, Saint-Sauveur-de-Pierrepont, Saint-Symphorien-le-Valois et Surville.

## Toponymie
Le nom de la localité est attesté sous les formes Bollevilla et Bolevilla vers 1145, Bollevilla entre 1172 et 1180, Bolevilla vers 1280, Bolleville en 1555.

## Histoire

### Moyen Âge
Bolleville fut le berceau d'un des compagnons de Guillaume le Conquérant.
La paroisse eut pour seigneur Charles-Auguste Traisnel (1723-1780) seigneur de Bolleville, capitaine au Régiment Royal de la marine. René Traisnel, son fils, né à Bolleville en 1759, officier au régiment de Normandie, commandant de la Garde Nationale de Bricquebec où il construit le château Saint-Blaise,.

### Temps modernes
En 1567, Ollivier Fretart, écuyer, sieur du Buisson, est taxé pour ce fief de 100 solz dans le rôle des nobles et roturiers, au titre du ban et de l'arrière ban de la vicomté de Coutances, réalisé par Gilles Dancel, seigneur d'Audouville, lieutenant général du bailli de Cotentin, tenu à Coutances les 20-22 octobre. Le fief du Buisson à Bolleville, qui valait un sixième de fief de haubert, était tenu du roi sous la vicomté de Valognes.

### Époque contemporaine
Réunie en 1972, (avec Baudreville / Saint-Sauveur-de-Pierrepont) à Saint-Nicolas-de-Pierrepont. Créée en 1982, (avec Saint-Sauveur-de-Pierrepont) à partir de Saint-Nicolas-de-Pierrepont.

## Politique et administration
| Période                                  | Période   | Identité                 | Étiquette | Qualité                           |
| ---------------------------------------- | --------- | ------------------------ | --------- | --------------------------------- |
|                                          | 1809      | Pierre Delamare          |           |                                   |
| 1809                                     | 1813      | Jean Hebert              |           |                                   |
| 1813                                     | 1817      | Pierre Dupray            |           |                                   |
| 1817                                     | 1832      | Bon Pierre Lepoupet      |           |                                   |
| 1832                                     | 1843      | Jean Saugrain            |           |                                   |
| 1843                                     | 1847      | Jean Ozouf               |           |                                   |
| 1847                                     | 1865      | François Moulin          |           | Propriétaire rentier              |
| 1865                                     | 1870      | Charles Blestel          |           |                                   |
| 1870                                     | 1871      | Jean-Joseph Travers      |           | Propriétaire                      |
| 1871                                     | 1879      | Pierre Ozouf             |           | Cultivateur                       |
| 1879                                     | 1881      | Jean-Étienne Lebourgeois |           |                                   |
| 1881                                     | 1884      | Frédéric Bonnemain       |           |                                   |
| 1884                                     | 1886      | Auguste Guillebert       |           | Cultivateur                       |
| 1886                                     | 1888      | Emmanuel Thullier        |           | Cultivateur                       |
| 1888                                     | 1892      | Auguste Guillebert       |           | Cultivateur                       |
| 1892                                     |           | Frédéric Bonnemain       |           |                                   |
|                                          |           |                          |           |                                   |
| 1989                                     | 1991      | Charles Jeanne           |           |                                   |
| 1991                                     | mars 2001 | Bernard Ambroise         |           |                                   |
| mars 2001                                | mars 2014 | François Joret           | SE        | Conducteur de bus                 |
| mars 2014                                | En cours  | Alain Leclère            | SE        | Contrôleur des finances publiques |
| Les données manquantes sont à compléter. |           |                          |           |                                   |

## Population et société
Les habitants de la commune sont appelés les Bollevillais.

### Démographie
L'évolution du nombre d'habitants est connue à travers les recensements de la population effectués dans la commune depuis 1793. À partir du 1er janvier 2009, les populations légales des communes sont publiées annuellement dans le cadre d'un recensement qui repose désormais sur une collecte d'information annuelle, concernant successivement tous les territoires communaux au cours d'une période de cinq ans. 
Pour les communes de moins de 10 000 habitants, une enquête de recensement portant sur toute la population est réalisée tous les cinq ans, les populations légales des années intermédiaires étant quant à elles estimées par interpolation ou extrapolation. Pour la commune, le premier recensement exhaustif entrant dans le cadre du nouveau dispositif a été réalisé en 2004,.
En 2021, la commune comptait 360 habitants, en évolution de −2,96 % par rapport à 2015 (Manche : +0,44 %, France hors Mayotte : +2,49 %).
| 1793 | 1800 | 1806 | 1821 | 1831 | 1836 | 1841 | 1846 | 1851 |
| ---- | ---- | ---- | ---- | ---- | ---- | ---- | ---- | ---- |
| 505  | 517  | 634  | 627  | 570  | 607  | 606  | 595  | 548  |

| 1856 | 1861 | 1866 | 1872 | 1876 | 1881 | 1886 | 1891 | 1896 |
| ---- | ---- | ---- | ---- | ---- | ---- | ---- | ---- | ---- |
| 539  | 526  | 534  | 454  | 458  | 424  | 453  | 410  | 382  |

| 1901 | 1906 | 1911 | 1921 | 1926 | 1931 | 1936 | 1946 | 1954 |
| ---- | ---- | ---- | ---- | ---- | ---- | ---- | ---- | ---- |
| 353  | 347  | 347  | 317  | 306  | 331  | 326  | 330  | 352  |

| 1962 | 1968 | 1990 | 1999 | 2004 | 2009 | 2014 | 2019 | - |
| ---- | ---- | ---- | ---- | ---- | ---- | ---- | ---- | - |
| 341  | 339  | 334  | 368  | 382  | 375  | 369  | 362  | - |

## Culture locale et patrimoine

### Lieux et monuments
- Église Saint-Pierre des XVe, XVIIe – XVIIIe siècles avec son cadran solaire du XVIIIe et son clocher avec toit en bâtière. Elle abrite des fonts baptismaux et leur couvercle à six volutes du XVIIIe, les statues de saint Étienne du XVIIe, de saint Wandrille du XVe, un tableau représentant une descente de la croix du XIXe, ainsi qu'une verrière du XXe de Charles Lorin[7].
- Croix de cimetière du XVIIIe siècle.

Pour mémoire
- Ancienne léproserie. Fondée vers 1150 par Richard de La Haye († 1169) et son épouse Mathilde de Vernon, dame de Varenguebec, elle est annexée à l'abbaye de Lessay et transformée en prieuré (Sainte-Marie-Madeleine[15]) vers 1150[7].

Sous l'épiscopat de Richard de Bohon évêque de Coutances entre 1151 et 1179, Jourdain II de Barneville donne à la léproserie des rentes en sel et en froment, cette dernière était assise sur deux héritages que la charte qualifie : « alleux du bourg neuf de Barneville », et par une autre charte, le même donne deux acres de terre situées dans la Couture du Grand Ru.
En 1175, Guillaume de Barneville dit La Rochelle, fils de Jourdain Ier, vendit, avec l'accord de son frère Jourdain II, pour 60 sous angevins, un demi champ de vigne à Hatainville.